# Alejandro Gavatorta
Alejandro Roberto Gavatorta (Gálvez, 21 agosto 1980) è un ex calciatore argentino con cittadinanza italiana, di ruolo centrocampista.

## Carriera
Ha iniziato a giocare nel 2001 con il Colón di Santa Fe. In tre anni colleziona 23 presenze nella massima serie argentina. Nel 2004 ha militato per un breve periodo nel Valle d'Aosta in Serie D. Dopo essere rimasto svincolato per un anno, ha firmato un contratto con i rumeni del Politehnica Iași, dove in due anni ha raccolto 44 presenze e 2 reti nella massima serie rumena. Nel 2007 viene ceduto agli svizzeri del Thun, giocando 45 partite e realizzando una rete nella massima serie svizzera. Nel 2008 fa ritorno al Politehnica Iași, dove giocherà 15 partite in Liga I, prima di ritirarsi dal calcio giocato nel 2009.